# Musée naval de la Flotte du Nord

Le musée naval de la Flotte du Nord (en russe : Военно-морской музей Северного флота), est un musée maritime situé à Mourmansk en Russie). 

## Histoire
Le musée est fondé le 16 octobre 1946.

## Collections
Le musée comprend plus de 65 000 objets.